# Autoroute 35 (Québec)
Pour les articles homonymes, voir A35.
L'Autoroute 35 (A-35) ou Autoroute de la Vallée-des-Forts est une autoroute interurbaine québécoise desservant la région de la Montérégie. Elle lie la municipalité de Saint-Sébastien à Montréal, en passant par la ville de Saint-Jean-sur-Richelieu . Elle fait partie du principal axe routier reliant Boston et Montréal. Elle était autrefois appelée autoroute de la Nouvelle-Angleterre. Sa section la plus achalandée est entre la route 219 et la route 223 à Saint-Jean-sur-Richelieu avec un débit journalier moyen annuel de 49 000 véhicules en 2016.
Elle est en cours de prolongement jusqu'à la frontière avec le Vermont, ce qui permettra éventuellement d'atteindre l'Interstate 89. Ce prolongement complètera le lien autoroutier entre Montréal et Boston. Il remplacera la route 133 comme route de transit. Cela entraînera un développement accru de l'économie montérégienne et montréalaise. Une fois le prolongement complété, l'autoroute s'étendra sur une longueur de 55 kilomètres.

## Historique

### Construction initiale
L'A-35 fut construite au milieu des années 1960. Jusqu'en 1999, la vitesse sur cette autoroute était limitée à 90 km/h puisqu'à quatre endroits, des rues la coupaient, soit au niveau des chemins Saint-André et Saint-Raphaël, à Saint-Jean-sur-Richelieu (secteur Saint-Luc), et au rang Saint-Édouard ainsi qu'au kilomètre 38,5 (secteur Saint-Athanase). En 1999, un échangeur a été construit au chemin Saint-André et au rang Saint-Édouard et le chemin Saint-Raphaël a été terminé en cul-de-sac au niveau de l'autoroute. Les bretelles d'accès au km 38,5 ont été fermées. La vitesse a alors été augmentée à 100 km/h.

### Segments 1 et 2
En 2009, les travaux de prolongement de l'autoroute ont débuté sur le segment 2. Celui-ci s'étend de Saint-Alexandre à Saint-Sébastien. En 2010, les travaux du segment 1 ont été entrepris entre Saint-Jean-sur-Richelieu et Saint-Alexandre. L'ouverture des segments 1 et 2, de Saint-Jean-sur-Richelieu à Saint-Sébastien, a eu lieu le 8 octobre 2014.
Le segment 2 inclut un échangeur à Saint-Alexandre. La proposition originale de 2005 du ministère des Transports du Québec était de construire l'échangeur dans le prolongement du rang des Soixante (route 227). Cette solution est rejetée par le BAPE et un décret gouvernemental ordonne la construction de l'échangeur à l'intersection du rang des Dussault. La municipalité de Saint-Alexandre a contesté cette décision en 2009 pour revenir à la solution originale du ministère des Transports. En 2012, la municipalité a obtenu gain de cause devant le Tribunal administratif du Québec relativement aux autorisations requises pour procéder au dézonage et à l'expropriation des terrains nécessaires. Le ministère des Transports a depuis formulé une demande au ministère du Développement durable, de l’Environnement et de la Lutte contre les changements climatiques (MDDELCC) afin d’autoriser la relocalisation prévue de l’échangeur à Saint-Alexandre dans le prolongement de la route 227. Afin de ne pas retarder l'ouverture de ce tronçon en 2014, le ministère des Transports a construit un pont d’étagement temporaire sans accès à l'autoroute.
En juillet 2021, un appel d'offres est lancé pour la préparation des plans et devis relatifs à la construction du futur échangeur Saint-Alexandre. L'échangeur sera construit au kilomètre 27 de l'autoroute, dans le prolongement du rang des Soixante (route 227). Ce prolongement aboutira de part et d'autre de l'autoroute à la montée de la Station.

### Segments 3 et 4
Lors d'une conférence de presse qui a eu lieu le 10 juin 2019 à Pike-River, des représentants du gouvernement du Québec et de celui d'Ottawa ont confirmé le prolongement de l'A-35 vers Saint-Armand (segment 3).
En mai 2019, le ministère des Transports du Québec lance deux appels d'offres, le premier pour compléter la préparation des plans et devis nécessaires aux travaux de la phase III-A du prolongement de l'A-35 et le second pour poursuivre la préparation des plans et devis définitifs nécessaires aux travaux pour la phase III-B du prolongement de l'A-35.
La phase III-A consiste en la construction de deux chaussées de deux voies chacune sur une longueur de 4,2 km et d’un pont d’étagement. Le pont d’étagement permet le croisement de la route 202 et de l’A-35 à la limite des municipalités de Saint-Sébastien et de Pike-River. À noter qu'aucun accès d'une route à l'autre n'est prévu à cet endroit. La ville de Venise-en-Québec a demandé au ministère des Transports du Québec de revoir cette décision. Le pont d'étagement a été mis en service en juillet 2021.
La phase III-B consiste en la construction de deux chaussées de deux voies chacune sur une longueur de 4,7 km, d'un pont au-dessus de la rivière aux Brochets, d'un échangeur et d'un carrefour giratoire. Le pont de la rivière aux Brochets n'aura pas de piliers dans la rivière afin de minimiser l'impact sur l'environnement. L’aménagement d’un échangeur dans le secteur nord de Saint-Armand permettra la jonction des trois liens routiers suivants : nouvelle A-35, Route 133 et chemin Champlain. L’aménagement d’un carrefour giratoire dans le secteur nord de Saint-Armand, à la sortie de l’autoroute, permettra la jonction des liens routiers suivants: nouvelle A-35, route 133 et chemin du Moulin.
La construction du segment 3 (de Saint-Sébastien à Saint-Armand) est en phase de réalisation. Les travaux ont commencé en mai 2020 par le déboisement du tronçon de la phase III-A . Les travaux de construction proprement dit ont commencé en août 2020. Le déboisement de la phase III-B a été réalisé au printemps 2021. Le chantier a débuté en septembre 2021. L'ouverture du segment 3 dans sa totalité était prévu pour 2023, mais des problèmes d'approvisionnement risquent de retarder le projet. Un sous-traitant de la compagnie CRT Construction qui devait fournir les poutres d'acier du pont au-dessus de la rivière aux Brochets pourrait déclarer faillite. Cela entrainerait un retard de l'ouverture du segment 3 de plusieurs mois. La mise en service est prévue à l’automne 2025.
Le coût global de la phase III est de 222.9 M$, incluant une contribution financière de 82 M$ du gouvernement fédéral dans le cadre du Nouveau Fonds Chantiers Canada 2014-2024.
Quant au segment 4, qui va de Saint-Armand à la frontière américaine, il est en phase de planification par le ministère des Transports du Québec. En avril 2020, un appel d'offres a été lancé pour choisir la firme qui sera responsable de mener les expropriations requises pour ce segment. Les plans et devis alors publiés montrent que le chemin South sera prolongé pour donner accès aux résidents qui accèdent présentement par la Route 133 qui deviendra éventuellement l'A-35. Il se terminera en boucle aux limites de la frontière. De plus, un chemin de service partant de l'actuel chemin du Moulin permettra l'accès à l'entreprise exploitant une carrière également près de la future A-35. La planification actuelle prévoit le début des travaux en 2023 pour une inauguration en 2025.
| Kilomètres | Inauguration | Notes |
| ---------- | ------------ | --- |
| 15 à 38    | 2014         | De la jonction de la Route 133 à Saint-Sébastien à la jonction de la Route 133 (Chemin de la Grande-Ligne) à Saint-Jean-sur-Richelieu              |
| 38 à 39    | 1967         | De la jonction de la Route 133 (Chemin de la Grande-Ligne) à Saint-Jean-sur-Richelieu à la jonction de la Route 104 Est à Saint-Jean-sur-Richelieu |
| 39 à 55    | 1966         | De la jonction de la Route 104 Est à Saint-Jean-sur-Richelieu à la jonction de l' Autoroute 10 à Chambly                                           |

## Liste des sorties
| MRC                                                      | Municipalité             | km    | Sortie                                                                                     | Destinations                                                                             | Notes |
| -------------------------------------------------------- | ------------------------ | ----- | ------------------------------------------------------------------------------------------ | ---------------------------------------------------------------------------------------- | --- |
| Brome-Missisquoi                                         | Saint-Armand             | 0,00  | —                                                                                          | I-89 sud vers US 7 sud – Saint Albans, Burlington                                        | Continue au Vermont                                                                                                   |
| Brome-Missisquoi                                         | Saint-Armand             | 0,00  | Frontière canado-américaine au poste-frontière Highgate Springs–Saint-Armand / Philipsburg |                                                                                          | |
| Brome-Missisquoi                                         | Saint-Armand             |       | 3                                                                                          | Chemin de Saint-Armand                                                                   | Futur échangeur |
| Brome-Missisquoi                                         | Saint-Armand             |       | 5                                                                                          | R-133 (Chemin Champlain)                                                                 | Futur échangeur |
| A-35 en construction; non-ouverte au sud de la sortie 15 |                          |       |                                                                                            |                                                                                          | |
| Le Haut-Richelieu                                        | Saint-Sébastien          | 14,81 | 15                                                                                         | R-133 vers R-202 / R-227 / I-89 – Bedford, Vermont, Henryville, Venise-en-Québec         | Intersection à niveau; futur échangeur; terminus sud actuel de l'A-35                                                 |
| Le Haut-Richelieu                                        | Saint-Jean-sur-Richelieu | 35,50 | 36                                                                                         | R-133 sud (Chemin de la Grande-Ligne) / Boulevard d'Iberville – Sainte-Anne-de-Sabrevois | Sortie direction nord, entrée direction sud                                                                           |
| Le Haut-Richelieu                                        | Saint-Jean-sur-Richelieu | 37,61 | 38                                                                                         | R-133 sud (Chemin de la Grande-Ligne) / Boulevard d'Iberville – Sainte-Anne-de-Sabrevois | Terminus sud du multiplex avec la R-133; sortie direction sud, entrée direction nord                                  |
| Le Haut-Richelieu                                        | Saint-Jean-sur-Richelieu | 39,18 | 39                                                                                         | R-104 est – Mont-Saint-Grégoire, Farnham                                                 | Terminus sud du multiplex avec la R-104                                                                               |
| Le Haut-Richelieu                                        | Saint-Jean-sur-Richelieu | 42,21 | 42                                                                                         | R-133 nord (Chemin des Patriotes) – Richelieu                                            | Terminus nord du multiplex avec la R-133                                                                              |
| Le Haut-Richelieu                                        | Saint-Jean-sur-Richelieu | 43,55 | 43                                                                                         | R-223 (Boulevard du Séminaire) – Centre-ville                                            | Indiqué sortie 43-N (nord) et 43-S (sud) en direction nord                                                            |
| Le Haut-Richelieu                                        | Saint-Jean-sur-Richelieu | 44,88 | 45                                                                                         | R-219 (Rue Pierre-Caisse) – Centre-ville                                                 | |
| Le Haut-Richelieu                                        | Saint-Jean-sur-Richelieu | 46,64 | 47                                                                                         | R-104 ouest (Boulevard Saint-Luc ouest) / Boulevard Saint-Luc est – La Prairie           | Terminus nord du multiplex avec la R‑104; indiqué sortie 47-O (ouest) et 47-E (est)                                   |
| Le Haut-Richelieu                                        | Saint-Jean-sur-Richelieu | 50,52 | 50                                                                                         | Chemin Saint-André                                                                       | |
| La Vallée-du-Richelieu                                   | Limites Carignan–Chambly | 54,99 | 55                                                                                         | A-10 (Autoroute des Cantons-de-l'Est) – Montréal, Sherbrooke                             | Indiqué sortie 55-E (est) et 55-O (ouest); sortie 22 de l'A-10; sorties depuis et vers l'A-10 est via le réseau local |
| La Vallée-du-Richelieu                                   | Limites Carignan–Chambly | 54,99 | 55                                                                                         | Boulevard Fréchette – Chambly                                                            | Indiqué sortie 55-E (est) et 55-O (ouest); sortie 22 de l'A-10; sorties depuis et vers l'A-10 est via le réseau local |
| - Terminus de multiplex - Accès incomplet - Non-ouvert   |                          |       |                                                                                            |                                                                                          | |